# North Battleford
North Battleford je město v provincii Saskatchewan v Kanadě. Rozkládá se na říčce Severní Saskatchewan, přímo naproti města Battleford, přičemž jsou obě města označována "The Battlefords". V roce 2011 ve městě žilo 13 888 obyvatel.

## Dějiny
Stálé osídlení Evropany začíná v roce 1875 na jižním břehu řeky a následně až do roku 1883 byl Battleford město hlavním městem Severozápadních teritorií. Na severním břehu vznikla osada až v roce 1906 a v roce 1913 se stalo městem. Mezi prvními obyvateli byli i Asyřané z okolí města Urmia v Persii. Populace dosáhla 10 tisíc v 60. letech 20. století.